# 大衛·費羅
大衛·費羅（英語：David Filo，1966年4月20日—），美国商人，雅虎創始人之一。

## 个人生活、教育
大衛·費羅，生于美国威斯康辛州。 6歲時，移居路易斯安那州查爾斯湖一個郊區。他受教于山姆休斯敦高中（Sam Houston High School），后入杜蘭大學，獲计算机工程學士學位（获得过院長榮譽獎學金，Dean's Honor Scholarship），后来，又于獲得碩士學位。
在2011年，費羅估计有1.4億美元的资产，在福布斯富豪排名中位列879。另外，他也是一个慈善家，在2005年，他捐贈了30萬美元予他的母校，杜蘭大學，供其工程學院使用。
他的妻子是攝影師、教師Angela Buenning。

## 生涯
大衛·費羅与楊致遠於1994年4月，一道創立了杰瑞戴夫互聯網導航（Jerry and Dave's Guide to the World Wide Web），当中收纳众多网站。后来，此网站更名为雅虎（Yahoo）。雅虎这一品牌逐渐知名，两人意識到其商业价值，所以于次年3月注册成立了雅虎公司。
起初，雅虎是一个导航网站。现时，雅虎已是网络上领军品牌之一，而且，因为与一些电信公司有合作关系，所以它是网络上最多人浏览的网站之一。

## 注脚
1. ↑  .   [2012-03-14]. （原始内容存档于2011-01-02）.
2. ↑   (PDF).   [28 July 2011]. （原始内容 (PDF)存档于2013-11-02）.
3. ↑  . Forbes. September 2010  [2012-03-14]. （原始内容存档于2021-01-16）.
4. ↑  .   [2012-03-14]. （原始内容存档于2021-01-16）.
5. ↑  .   [2012-03-14]. （原始内容存档于2008-12-05）.

## 外部連結
- MetroActive: A Couple of Yahoos （页面存档备份，存于）